# Jerzy Nowak
Jerzy Nowak (Brzesko, 20 giugno 1923 – Varsavia, 26 marzo 2013) è stato un attore, attore teatrale e insegnante polacco.

## Biografia
Ha frequentato l'Accademia delle Arti Drammatiche Ludwik Solski di Cracovia. Vincitore di numerosi premi principalmente per il suo lavoro come artista teatrale, ha anche preso parte a numerose pellicole cinematografiche. Nell'autunno 2009 è stata pubblicata una sua biografia intitolata Book of Love, scritto con la moglie, che gli ha valso il premio "Krakowska Książka Miesiąca" (lett Libro del mese di Cracovia). Alla sua morte, è stato sepolto nel cimitero Rakowicki di Cracovia.

## Filmografia

### Cinema
- Podhale w ogniu, regia di Jan Batory e Henryk Hechtkopf (1956)
- Duello nel ventre della terra (Dezerter), regia di Witold Lesiewicz (1958)
- Orzel il sommergibile fantasma (Orzel), regia di Leonard Buczkowski (1959)
- Rok pierwszy, regia di Witold Lesiewicz (1960)
- Kwiecien, regia di Witold Lesiewicz (1961)
- Koniec naszego świata, regia di Wanda Jakubowska (1964)
- Nieznany, regia di Witold Lesiewicz (1964)
- Pięciu, regia di Paweł Komorowski (1964)
- Lenin in Polonia (Lenin v Pol'še), regia di Sergej Iosifovič Jutkevič (1966)
- Sobótki, regia di Paweł Komorowski (1966)
- Ściana czarownic, regia di Paweł Komorowski (1967)
- Cała naprzód, regia di Stanisław Lenartowicz (1967)
- Opowieść w czerwieni, regia di Henryk Kluba (1974)
- La terra della grande promessa (Ziemia obiecana), regia di Andrzej Wajda (1975)
- Czerwone i białe, regia di Paweł Komorowski (1975)
- Zofia, regia di Ryszard Czekała (1976)
- Ptaki, ptakom..., regia di Paweł Komorowski (1977)
- Il cineamatore (Amator), regia di Krzysztof Kieślowski (1979)
- Sekret Enigmy, regia di Roman Wionczek (1979)
- Umarli rzucają cień, regia di Julian Dziedzina (1979)
- Szansa, regia di Feliks Falk (1979)
- Placówka, regia di Zygmunt Skonieczny (1979)
- Elegia, regia di Paweł Komorowski (1979)
- Wściekły, regia di Roman Załuski (1980)
- Zielone lata, regia di Stanisław Jędryka (1980)
- Na własną prośbę, regia di Ewa Petelska e Czesław Petelski (1980)
- Mgła (1983)
- Nie było słońca tej wiosny (1983)
- Medium (1985)
- Schindler's List - La lista di Schindler (1993)
- Tre colori - Film bianco (1993)
- Storie d'amore (1997)
- Fratello del nostro Dio (1997)
- Wiedźmin (2001)
- Quo vadis? (2001)
- Zemsta (2002)
- Julia wraca do domu (2002)
- Istnienie (2007)
- Rysa (2008)
- Il coraggio di Irena Sendler (2009)
- Mistyfikacja (2010)
- Legenda o lietajúcom Cypriánovi (2010)
- Obława (2012)
- Sierpniowe niebo. 63 dni chwały (2013)

### Serie televisive
- Kopernik (1972)
- Czarne chmury (1973)
- Ród Gąsieniców (1979)
- Misja (1980)
- Oko proroka czyli Hanusz Bystry i jego przygody (1985)
- Alchemik Sendivius (1988)
- Kanclerz (1989)
- Wiedźmin (2002)
- Tych miasteczek nie ma już (2011)